# 정홍일
정홍일(1976년 8월 30일 ~ )은 대한민국의 가수로 2020년 《싱어게인》에 참가하여 2위를 하였다.

## 출연 작품

### 텔레비전 프로그램
- 《싱어게인》 (2020-2021) - 참가자
- 《유명가수전》 (2021) - 고정 출연
- 《미스터리 음악쇼 복면가왕》 (2022) - 제175~180대 가왕 세상에 노래 못하는 개는 없다! 누렁이

### 웹 프로그램
- 《유명가수전 히든트랙》 (2021) - 고정 출연